# 小行星1047
小行星1047（1047 Geisha）是一颗围绕太阳公转的小行星。1924年11月17日，卡爾·威廉·萊茵姆特在海德堡发现了此天体。
該小行星以英國作曲家西德尼·瓊斯的音樂劇《藝妓》命名。
这颗小行星的绝对星等为11.97等。